# Révolution de La Paz
La révolution de La Paz est le soulèvement qui eut lieu le 16 juillet 1809 dans la ville de La Paz, dans ce qui était alors la vice-royauté du Río de la Plata, subdivision de l’Empire espagnol.
Le mouvement éclata dans la foulée de la révolution de Chuquisaca, qui s’était produite quelques semaines auparavant et avait déclenché dans le Haut-Pérou, sur la zone de tutelle de l’Audiencia de Charcas, correspondant grosso modo à l’actuelle Bolivie, une série de rébellions, suivies de la mise en place de comités de gouvernement autonomes (juntas). Les insurgés de La Paz, après s’être emparé de la caserne, battu le rappel du peuple et organisé un cabildo ouvert, instaurèrent un gouvernement révolutionnaire local dénommé Junta Tuitiva de los Derechos del Rey y del Pueblo, soit Junte protectrice des droits du roi et du peuple (en abrégé Junta Tuitiva). Ladite Junte, dont les membres étaient des indépendantistes créoles (c.-à-d. des Européens nés aux Amériques), auxquels vinrent se joindre quelques Indiens, prirent des mesures fiscales, exigèrent un serment de fidélité de la part des péninsulaires (Européens nés en Espagne), et publièrent une Proclamation restée célèbre. Les autorités espagnoles réagirent bientôt, par l’envoi de troupes tant de Lima que de Buenos Aires, lesquelles vinrent facilement à bout des milices révolutionnaires mal équipées. Les principaux meneurs, dont Pedro Domingo Murillo, figure de héros national bolivien, furent envoyés à la potence. 

## Antécédents
Le 25 mai 1809 avait éclaté dans la ville actuellement nommée Sucre la révolution de Chuquisaca, lors de laquelle fut destitué le président de la Real Audiencia de Charcas, Ramón García de León y Pizarro, accusé de conspirer en faveur de l’infante Charlotte-Joachime d'Espagne, sœur de Ferdinand VII et reine régente de Portugal au Brésil, laquelle revendiquait pour elle-même les titres de son frère sur les terres espagnoles en Amérique. Un groupe de militants indépendantistes décida de mettre à profit les circonstances ― le vide de pouvoir consécutif à l’invasion napoléonienne de l’Espagne ― pour promouvoir secrètement l’indépendance du territoire, à l’effet de quoi ils dépêchèrent des émissaires de Chuquisaca vers différentes villes du Haut-Pérou pour y propager leurs idées. C’est ainsi que, missionné par l’Audiencia de Chuquisaca, Mariano Michel Mercado partit pour La Paz, pour s’y réunir avec les partisans de l’indépendance durant tout le mois qu’il séjourna dans la ville.

## Déroulement
Profitant de ce que l’attention était accaparée par la procession de Notre-Dame du Mont-Carmel, patronne de la corporation militaire, festivité en vue de laquelle les troupes avaient reçu leur congé, les révolutionnaires emmenés par Pedro Domingo Murillo et appuyés par le bataillon de milices sous les ordres de son chef en second, Juan Pedro de Indaburu, s’emparèrent de la caserne des Vétérans, mirent les officiers en détention, convoquèrent, en faisant sonner les cloches, le peuple sur la place, réclamèrent un cabildo ouvert (conseil municipal exceptionnel où la population était admise à prendre part), et requirent que fussent démis de leurs fonctions l’évêque de La Paz Remigio de la Santa y Ortega et le gouverneur-intendant suppléant Tadeo Dávila. Celui-ci tenta d’étouffer la révolte, se rendit à la caserne, mais fut mis en arrestation. Le cabildo accepta d’organiser le soir même un cabildo ouvert, où seraient admis, en tant que représentants du peuple, Gregorio García Lanza, Juan Bautista Sagárnaga et Juan Basilio Catácora. Après la démission du gouverneur et de l’évêque, la destitution des maires ordinaires et des sous-délégués, le cabildo séculier de la ville désigna Pedro Murillo comme commandant militaire de la province avec le grade de colonel, et comme son second Juan Pedro de Indaburu, élevé au grade de lieutenant-colonel. Toutes les dettes au crédit du fisc furent supprimées et les documents que les attestaient furent brûlés. 
Le cabildo se donna le nom de Junta Gobernadora (‘Comité de gouvernement’), pour se doter ensuite de la forme d’un comité consultatif de douze membres, dénommé Junta Tuitiva de los derechos del Rey y del Pueblo (litt. ‘Junte de défense des droits du roi et du peuple’) et composé comme suit :
Président de la Junte : le colonel commandant Pedro Domingo Murillo ; membres : Melchor León de la Barra (curé de Caquiaviri), José Antonio Medina (cura de Sicasica), Juan Manuel Mercado (vicaire), Antonio Ávila, Gregorio García Lanza (auditeur militaire), Juan Basilio Catácora, Juan de la Cruz Monje y Ortega (assesseur) ; secrétaires  : Sebastián Aparicio, Juan Manuel Cáceres (greffier).
Ultérieurement furent nommés les membres suppléants suivants : Sebastián Arrieta (trésorier de l’administration des finances), Antonio Ávila, Francisco Diego Palacios, José María Santos Rubio et Buenaventura Bueno. Plus tard se joignirent à la Junte les députés indigènes des partidos : Francisco Figueredo Incacollo y Catan (Francisco Katari Inca Kollo, représentant du partido de Yungas), Gregorio Rojas (représentant du partido de Inquisivi), José Zanco (représentant du partido de Larecaja ou Sorata).
Le lendemain, les Espagnols nés en Europe (les « péninsulaires ») furent convoqués sur la place et invités à prêter le serment de :

« [...] faire alliance perpétuelle avec les criollos, de ne rien tenter à leur détriment, et de défendre avec eux la religion et la patrie. »

## Proclamation
Le 27 juillet fut approuvé le Plan de gouvernement, de dix articles, que d’aucuns considèrent comme le premier statut constitutionnel d’Amérique latine, encore qu’il eût une portée uniquement locale. Des députés furent dépêchés vers chacun des six partidos de l’intendance de La Paz, et l’on constitua trois ministères, appelés départements : Gouvernement, Grâce Justice, et Culte et Finances.
La Proclamation de la Junte (Proclama de la Junta Tuitiva) ― dont l’intitulé complet s’énonçait Proclama de la ciudad de La Plata a los valerosos habitantes de la ciudad de La Paz (litt. ‘Proclamation de la ville de La Plata aux valeureux habitants de la ville de La Paz') ― était un manifeste en provenance de Chuquisaca (La Plata est l'ancien nom de Chuquisaca) et rédigé dans la rhétorique et le style propres aux juristes de l’Académie caroline,  l’école de droit de l’université de Chuquisaca, où un grand nombre parmi les avocats de la Paz qui prirent part au soulèvement du 16 juillet 1809 avaient fait leurs études ; ce sont en particulier : Basilio Catacora, Juan Bautista Sagárnaga, Manuel de Oma y Echevarría, Gregorio Lanza, Tiburcio León de la Barra, Joaquín de la Riva, Felipe de la Riva, Juan Pórcel, Manuel Ortiz, Federico de Castro, José Aliaga, Bartolomé Andrade, Gabino Estrada, Baltasar Alquiza, Crispín Santos Diez de Medina et Gerónimo Calderón de la Barca. C’est du reste aussi à Chuquisaca qu’ils étaient entrés en contact avec les réseaux indépendantistes et qu'ils avaient côtoyé plusieurs des principaux révolutionnaires sud-américains : Jaime Zudáñez, Juan José Castelli, Bernardo de Monteagudo, etc. qui s’étaient eux aussi formés à l’Académie caroline. 
La proclamation fait partie d’un ensemble de documents qui furent expédiés de Chuquisaca à destination de différents lieux en Amérique espagnole. En voici le texte :

« Compatriotes : Jusqu’à présent, nous avons toléré une espèce de bannissement au sein même de notre patrie ; nous avons vu avec indifférence durant plus de trois siècles notre primitive liberté soumise au despotisme et à la tyrannie d’un usurpateur injuste qui, nous dégradant hors de l’espèce humaine, nous a regardés comme des esclaves ; nous avons gardé un silence assez semblable à la stupidité qui nous est attribuée par l’inculte Espagnol, en souffrant avec impassibilité que le mérite des Américains fût toujours un présage d’humiliation et de ruine. Il est temps donc de secouer le joug, aussi funeste à notre félicité qu’il est favorable à l’orgueil national espagnol. Il est temps maintenant de lever enfin l’étendard de la liberté dans ces colonies disgraciées, acquises sans y avoir le moindre titre et conservées avec la plus grande injustice et tyrannie. Valeureux habitants de La Paz et de tout l’empire du Pérou, révélez vos projets en vue de leur mise en œuvre ; mettez à profit les circonstances où nous nous trouvons ; ne regardez pas avec dédain la félicité de notre sol, ni ne perdez jamais de vue l’union qui doit régner en tous, afin d’être dorénavant aussi heureux que nous étions disgraciés jusqu’à présent. »

Le manuscrit original est conservé aux Archives générales de la Nation argentine à Buenos Aires, parmi les papiers confisqués et transmis aux autorités de la vice-royauté du Río de la Plata, auquel ressortissait la Real Audiencia de Charcas.
Quelques politiciens et intellectuels de La Paz présentent cette proclamation comme un texte « écrit à La Paz », mais les historiens en ont élucidé l’origine depuis un temps déjà et les manuscrits de l’époque ne laissent aucun doute à cet égard : la proclamation fut rédigée dans la ville de Chuquisaca (La Plata, actuelle Sucre), ce qui par ailleurs ne diminue en rien l’importance de la Junta Tuitiva instaurée à La Paz, ni la portée révolutionnaire de la politique qu’elle mit en œuvre.
La Junte envoya un avis au gouverneur-intendant de Potosí pour expliquer son action : 

« Si le peuple d’ici, réuni avec toutes les hiérarchies que le constituent, réclama à voix haute la destitution de ses autorités, c’est parce que celles-ci lui étaient suspectes et marchaient de concert avec d’autres dirigeants de ce royaume pour réaliser leurs visées infâmes et ambitieuses. »

## Réaction des autorités espagnoles
Sur ces entrefaites, le gouverneur-intendant de Potosí, Francisco de Paula Sanz, répudia l’Audiencia de Charcas, laquelle avait émis un syllogisme indépendantiste et appuyait la Junta Tuitiva de La Paz. À Potosí, il prit soin d'abord d’écarter du bataillon de la garde civique tous les officiers américains et fit mettre en detention plusieurs personnalités sympathisant avec l’Audiencia indépendantiste, parmi lesquels les chefs du bataillon des Amalgameurs (Azogueros). En outre, il sollicita des secours auprès du vice-roi du Pérou José Fernando de Abascal y Sousa. Sur instruction du vice-roi Abascal, le président par intérim de la Real Audiencia de Cuzco, le brigadier José Manuel de Goyeneche, offrit au vice-roi du Río de la Plata Baltasar Hidalgo de Cisneros ses forces militaires pour sévir contre les insurgés de La Paz et de Chuquisaca. Cisneros accepta le 21 septembre, moyennant qu’il y eût coordination avec le général Vicente Nieto, qui venait d’être nommé président de l’Audiencia de Charcas.
Abascal envoya le gouverneur d’Huarochiri, le colonel Juan Ramírez Orozco, prendre le commandement des troupes à la frontière de l’intendance de Puno (située dans la vice-royauté du Pérou) et de celle de La Paz. Orozco établit son campement dans le village de Zepita, d’où il dépêcha une compagnie du Régiment royal de Vétérans et des milices d’Arequipa, de Cuzco et de Puno. L’avant-garde, placée sous les ordres du colonel Piérola, délogea les révolutionnaires du pont sur le fleuve río Desaguadero, qui forme ici la frontière entre les deux vice-royautés.
Le 20 septembre, Goyeneche à son tour se mit en marche pour le campement de Zepita, tandis que le gouverneur-intendant de Potosí, Paula Sanz, mobilisait ses troupes en direction de Chuquisaca et que Cisneros dépêchait depuis Buenos Aires un contingent de près d’un millier de soldats commandé par le nouveau président de l’Audiencia de Charcas, le général Vicente Nieto et par le sous-inspecteur général Bernardo Lecocq. Ces troupes partirent de Buenos Aires le 4 octobre 1809 et incorporèrent quelques soldats à Salta. En faisaient partie des vétérans du corps de dragons, du Régiment d’infanterie fixe de Buenos Aires et du Corps royal d’artillerie, une compagnie de marine, des milices patriciennes, et des bataillons d’Arribeños (litt. ‘riverains’, en l’espèce : riverains du Río de la Plata), d’Andalous, de Cantabres et des artilleurs de la Unión.

## Affrontements
La Junte révolutionnaire de La Paz organisa la défense de la ville, envoya Victoriano Lanza à Chuquisaca pour y demander des renforts, et s’efforça en même temps de propager l’insurrection dans d’autres villes. L’équipement militaire présent dans la ville consistait en seulement 800 fusils et 11 pièces d’artillerie. Goyeneche recevait en secret des courriers du sous-délégué de Larecaja, Francisco Mutari, qui lui servait d’agent de liaison avec ses partisans dans La Paz. Le 25 septembre fut déjouée une contre-révolution royaliste emmenée par Francisco Sancristóbal, qui fut incarcéré. La dissolution de la Junta Tuitiva, décidée le 30 septembre, permit à Pedro Murillo de prendre le commandement politique et militaire, tandis qu’était dissous également l’escadron de hussards. Le 12 octobre, une nouvelle tentative contre-révolutionnaire royaliste fut mise en échec. 
Le 13 octobre, Goyeneche quitta le campement de Zepita et mit le cap sur La Paz, pendant que le 15 octobre, Murillo transférait ses troupes et son artillerie à Chacaltaya, non loin de La Paz, à l’exception d’une compagnie chargée de garder la ville. C’est de cette compagnie que Juan Pedro de Indaburu, passé aux royalistes, réussira à s’emparer le 18 octobre ; il se saisit de plusieurs révolutionnaires et le lendemain fit pendre Pedro Rodríguez. Murillo revint alors sur ses pas et pénétra dans la ville avec ses troupes, opération lors de laquelle Indaburu sera blessé puis exécuté par Antonio de Castro, les troupes s'en retournant ensuite, après avoir pillé la ville, à Chacaltaya le même jour. 
Le 25 octobre, Goyeneche attaqua Chacaltaya à l’artillerie, forçant les révolutionnaires à prendre la fuite en direction du partido de Las Yungas en abandonnant toute leur artillerie et 200 fusils, et permettant ainsi l’entrée de Goyeneche dans la ville la même journée. De là, il envoya le colonel Domingo Tristán avec une division de 100 hommes vers Las Yungas, où, entre octobre et novembre 1809, il battit Victorio García Lanza lors des batailles d’Irupana et de Chicaloma. À l’issue de cette dernière bataille, Lanza et Antonio de Castro furent exécutés et leurs têtes fichées sur des piques. Entre-temps, Murillo fut fait prisonnier lui aussi dans les premiers jours de décembre à  Zongo, suivi de nombreux autres révolutionnaires.

## Répression

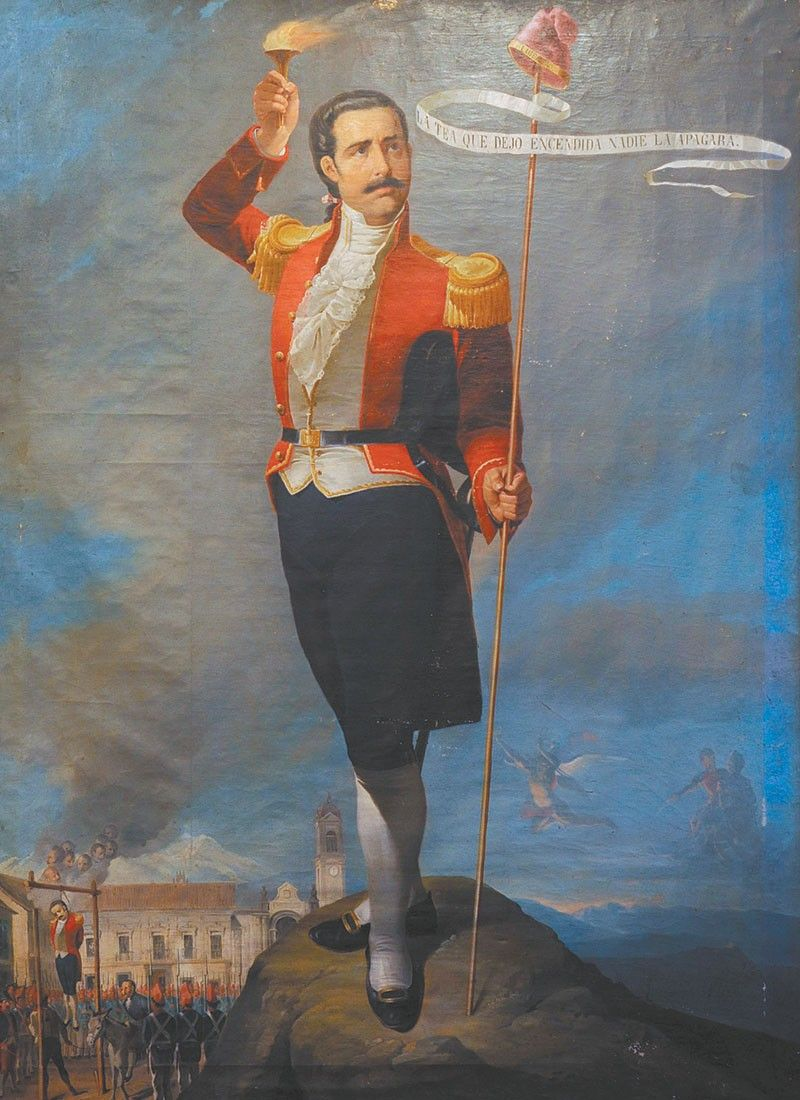
Exécution de Pedro Murillo, par Joaquín Pinto (1894).

L’insurrection matée, Goyeneche ordonna la mise en jugement des révolutionnaires. Le vice-roi Cisneros lui enjoignit « de procéder contre les coupables promptement et militairement, en appliquant toute la rigueur de la loi », tandis que de son côté le général Vicente Nieto demandait de « pratiquer un châtiment prompt, expéditif et rapide ». Dix des meneurs furent pendus, d’autres furent décapités et leurs têtes fichées sur des pieux, que l’on exposa ensuite sur la voie publique, et d’autres encore furent emprisonnés ou proscrits vers les îles Malouines et les Philippines ; tous se virent confisquer leurs biens. Au total, 86 procès eurent lieu jusqu’en mars 1810. Les exécutés du 29 janvier 1810 étaient Basilio Catacora, Buenaventura Bueno, Melchor Jiménez, Mariano Graneros, Juan Antonio Figueroa, Apolinar Jaén, Gregorio García Lanza, Juan Bautista Sagárnaga et Pedro Domingo Murillo, lequel, selon une légende diffusée à La Paz, prononça, avant son exécution par la potence, les paroles suivantes : 

« Compatriotes, je meurs, mais le brandon allumé que je laisse derrière moi, nul ne pourra l’éteindre ― Vive la liberté ! »

Le 7 mars 1810, Goyeneche quitta La Paz pour regagner Cuzco, laissant dans la ville Juan Ramírez Orozco comme gouverneur-intendant, avec 400 hommes.

## Corrélats
- Révolution de Chuquisaca
- Pedro Domingo Murillo